# Julio Fernández Frutos
Julio Manuel Fernández Frutos (Concepción, Paraguay, 8 de abril de 1967) es un economista paraguayo, director de la Dirección Nacional de Aduanas de Paraguay desde el año 2018. Trabajó en planes y proyectos de desarrollo humano a nivel internacional en la órbita de las Naciones Unidas durante 17 años.

## Trayectoria profesional
Julio Fernández Frutos es economista egresado de la Universidad Nacional de Asunción (UNA). Realizó estudios de posgrado en Economía en el Instituto Latinoamericano de Doctrina y Estudios Sociales (Programa ILADES/Georgetown University de Washington, Estados Unidos) con especialización en Políticas Sociales, y maestrías en Econometría y en Economía en la Escuela de la Sociedad de Altos Estudios Jurídicos Empresariales Euroamericanos (SAEJEE) de Madrid, España.
Trabajó durante 17 años en el Sistema de Naciones Unidas como economista Jefe del Programa de las Naciones Unidas para el Desarrollo (PNUD) – Paraguay. Fue responsable del Programa de Desarrollo y de los Informes Nacionales de Desarrollo Humano. Fue también Redactor Principal de Cuadernos de Desarrollo Humano, Documentos de Investigación Económica del PNUD- Paraguay.
Del 2010 al 2013 fue Chief Tecnical Advisor del PNUD, mientras que desde febrero de 2003 hasta 2012 se desempeñó como Coordinador General del Programa Conjunto (PNUD/UNICEF/UNFPA) INVERTIR EN LA GENTE. Dentro de las Naciones Unidas fue asesor en Planificación Económica y Social en África durante un periodo de tres años.
Desde 1991 en adelante Fernández Frutos ocupó diversos cargos técnicos en la Gerencia de Estudios Económicos del Banco Central del Paraguay (BCP), así como también fue asesor del Directorio de esta institución. Desde 2002 ocupó la Gerencia de Desarrollo Institucional del BCP. También se desempeñó como titular del Instituto Nacional de Estadística de Paraguay.
Fernández Frutos es profesor de la Universidad Nacional de Asunción desde el año 2000, además de ejercer como profesor invitado de Maestrías en la Universidad Católica de Asunción (UCA) y en la Universidad de Columbia en Nueva York, Estados Unidos de América. También fue miembro del Comité Editorial de la Revista Científica: Población y Desarrollo de la Facultad de Ciencias Económicas de la UNA.

## Director Nacional de Aduanas
Julio Fernández Frutos fue designado como Director Nacional de Aduanas en el año 2018, bajo el mandato presidencial de Mario Abdo Benítez.
Durante la gestión de Fernández Frutos se realizaron inversiones para la modernización de la institución, como la construcción de su nueva y primera sede propia, un edificio exclusivo para la DNA edificado enteramente con ganancias obtenidas en sus operaciones que tuvo un costo aproximado de 1,8 millones de dólares.
Hubo también incrementos históricos en la recaudación. En febrero de 2022 los ingresos aduaneros alcanzaron la cifra total de ₲ 1,072 billones, equivalente a unos 154 millones de dólares, situándose como la más alta recaudación lograda de todos los meses de febrero históricos. En 2021 la Aduana paraguaya cerró con récord absoluto de recaudación e incautaciones.
Según cifras oficiales de la DNA la institución registró un superávit de 12,5 por ciento en la recaudación de marzo de 2022 respecto al mismo dato de 2021.